# جوالدوزک
جوالدوزک(نام علمی: Catalpa bignonioides) نام یک گونه از سرده کاتالپا است.